# La Trinidad (Comayagua)
La Trinidad est une municipalité du Honduras, située dans le département de Comayagua. La ville est fondée en 1880. La municipalité comprend 5 villages et 24 hameaux.

## Source de la traduction
- (en)/(es) Cet article est partiellement ou en totalité issu des articles intitulés en anglais « La Trinidad, Comayagua » (voir la liste des auteurs) et en espagnol « La Trinidad (Comayagua) » (voir la liste des auteurs).